# 珍珠泉 (安阳)
36°08′08″N 114°5′47″E / 36.13556°N 114.09639°E
珍珠泉，又称柏门泉，位于中华人民共和国河南省安阳市市区西北郊，殷都区水冶街道珍珠泉景区内，因泉水上涌状似串串珍珠，故名。泉域面积250平方千米，年均涌水量4457.8万立方米。泉水汇集面共有拔剑泉、马蹄泉、心字泉、少白泉、卧龙泉、五四泉、五八泉、六零泉8支泉组成。泉口高程134.76米，水域面积1300多平方米。早在北魏时期，当地居民就开始使用泉水冶铁、灌溉农田，现仍是周边乡镇重要的生产生活水源。珍珠泉区同时被改造为城市公园，成为珍珠泉景区的主要组成部分。